# اشنگا
اشنگا (به آلمانی: Schnega) یک شهر در آلمان است که در نیدرزاکسن واقع شده‌است.

## خصوصیات
اشنگا ۵۳٫۹۵ کیلومترمربع مساحت دارد ۴۵ متر بالاتر از سطح دریا واقع شده‌است.